# Morehead
Morehead város az USA Kentucky államában. Lakosainak száma 7151 fő (2020. április 1.).

## Népesség
A település népességének változása:

| 2010 | 6 845 |
| 2020 | 7 151 |